# États princiers des Indes par nombre de coups de canon
Dans le Raj britannique, les monarques de nombre d'États princiers des Indes avaient droit lors des cérémonies officielles  un à un salut comportant un certain nombre de coups de canons. Cette tradition remonte à la Compagnie britannique des Indes orientales. À la veille de l'indépendance, 118 princes indiens détenaient ce statut, avec une hiérarchie, le nombre de coups de canon reflétant leur importance .

## 21Guns
Baroda ~ Gwâlior ~ Hyderâbâd ~ Jammu-et-Cachemire ~ Mysore ~ Nepâl.

## 19Guns
Bhopal ~ Indore ~ Kalat ~ Kolhâpur ~ Travancore ~ Udaipur.

## 17Guns
Bahawâlpur ~ Bhâratpur ~ Bîkâner ~ Bûndî ~ Cochin ~ Cutch ~ Jaipur ~ Jodhpur ~ Karauli ~ Kotah ~ Patiala ~ Pudukkottai (en) ~ Rewâ ~ Tonk.

## 15Guns
Alwar ~ Bânsvâra (en) ~ Datiâ (en) ~ Dewas Junior ~ Dewas Senior ~ Dhâr ~ Dholpur ~ Dungarpur ~ Idar ~ Jaisalmer (en) ~ Khaipur ~ Kishangârh ~ Orchhâ ~ Partabgarh ~ Râmpur ~ Sikkim ~ Sirohi.

## 13Guns
Bénarès ~ Bhavnâgar (en) ~ Cooch Behar ~ Dhrangadhra (en) ~ Jaorâ (en) ~ Jhalawar (en) ~ Jînd ~ Junâgadh ~ Kapurthala ~ Nâbha ~ Nawanagar ~ Palanpur ~ Porbandar ~ Râjpîpla ~ Ratlam (en) ~ Tripura (en).

## 11Guns
Ajaigarh ~ Alirajpur ~ Baoni ~ Barwani ~ Bijawar ~ Bilaspur (en) ~ Chambâ (en) ~ Charkhârî (en) ~ Chhattarpur ~ Chitral ~ Farîdkot ~ Gondal (en) ~ Janjira/Jafrabad ~ Jhabua (en) ~Kambay ~ Maler Kotla ~ Mandi ~ Manipur ~ Morvi ~ Narsinghgarh (en) ~ Pannâ ~ Radhanpur ~ Rajgarh (en) ~ Sailana (en) ~ Samthar (en) ~ Sirmûr ~ Sitamau (en) ~ Suket ~ Tehrî-Garhwâl ~ Vankaner.

## 9Guns
Balasinor (en) ~ Banganapalle ~ Baraundha ~ Bariya ~ Bansda (en) ~ Bhor ~ Chhota Udaipur ~ Danta (en) ~ Dharampur (en) ~  Dhrol (en) ~ Jawhar ~ Kâlâhandi ~ Khilchipur (en) ~ Limbdi ~ Loharu ~ Lunavada ~ Maihar (en) ~ Mayûrbhanj (en) ~ Mudhol ~ Nagod (en) ~ Palitana (en) ~ Patnâ (en) ~ Râjkot ~ Sachin ~ Sangli ~ Sant (en) ~ Savantvadi ~ Shahpura ~ Sonpur (en) ~ Wadhwan (en) ~ Yawnghwe

## aucunGun
Parmi les États princiers n'ayant droit à aucun coup de canon figurent : Bâmra ~ Bastar ~ Bhûtan ~ Dhenkânâl ~ Gângpur (Chotâ Nâgpur) (en) ~ Hunza ~ Keonjhar (en) ~ Las Bela ~ Raigarh ~ Surgujâ.